# Felszeichnungen in der Sierra de San Francisco
Die Felszeichnungen in der Sierra de San Francisco in Mexiko sind seit 1993 als Kulturerbe Bestandteil der UNESCO-Welterbestätten. Die Felsenzeichnungen und ihre Fundstätten sind im nahezu authentischen Zustand, wegen des trockenen Klimas und der Abgeschiedenheit des Areals.
Steinerne Behausungen mit Felsbildern sind am bekanntesten, wenngleich auch Petroglyphen weit verteilt sind. Bisher wurden die Stätten in San Francisco und Guadalupe am intensivsten erforscht. In diesem Bereich wurden 1.150 Kunststätten registriert, darunter Malereien, Gravuren und Geoglyphen.
Von den Ausmaßen her ist es eine der größten vorgeschichtlichen Stätten der Felsmalerei weltweit.

## Lage
Das Gebiet des Weltkulturerbes umfasst 182.600 ha, in dem mehr als 400 Stätten verzeichnet worden sind. Die Felsenzeichnungen der Sierra de San Francisco liegen im Zentrum der Baja California Halbinsel in Mexiko. Landschaftlich dominierend ist eine kleine Bergkette aus Vulkangestein. Hier werden hohe Mesas unterteilt von tiefen Canyons, die in einem sternförmigen Muster verlaufen.
Indianische Völker besiedelten dieses Gebiet vom ausgehenden Pleistozän bis zur Ankunft von Missionaren im späten siebzehnten Jahrhundert. Einem Volk der Ureinwohner werden die Felszeichnungen zugeschrieben. Die abgeschiedene Lage erlaubte dem indigenen Volk ein isoliertes Leben zu führen, wodurch sie eine komplexe, eigenständige Kultur entwickeln konnten. In den Gebirgen liegen die auffälligsten Wandmalereien. Die Felszeichnungen befinden sich auf Wänden und Decken von Höhlen, die teilweise schwierig zu erreichen sind.

## Datierung
Die erste Erwähnung der Felsenzeichnungen stammt aus den Aufzeichnungen von Jesuiten im 18. Jahrhundert. Die moderne Forschung begann im späten 19. Jahrhundert, als der französische Ethnologe León Diguet 1894 Erkundungsreisen in die Sierra de San Francisco und Guadalupe leitete. Anschließend veröffentlichte er Beschreibungen mehrerer Stätten.
Bis vor dem Jahr 2000 gab es lediglich sechs Massenspektrometrie Datierungen von drei Bildnissen in dem tausende Quadratkilometer umfassenden Gebiet. In 2002 und 2003 wurden annähernd 300 Farbproben untersucht. Das herausragendste Ergebnis stammt aus dem Cueva San Borjitas, Sierra de Guadalupe, das ein Alter von durchschnittlich 7.500 Jahren benennt. Das Ergebnis überraschte die Fachwelt, weil die Felszeichnungen bis dahin auf jünger geschätzt wurden.

## Besonderheit
Von den Ausmaßen her ist es eine der größten vorgeschichtlichen Stätten der Felsmalerei weltweit. Die Felsenzeichnungen und ihre Fundstätten sind im nahezu authentischen Zustand, wegen des trockenen Klimas und der Abgeschiedenheit des Areals. Nach der Entdeckung wurden die Farben durch Konservierungsmaßnahmen nicht beschädigt, die Stätten minimal in Mitleidenschaft gezogen.
Die Besonderheit in den Bildern sind ihre Kompositionen, die Größen, die Präzision, die Vielfarbigkeit, sowie die Anzahl der Stätten. Die abgebildeten Figuren sind um ein Vielfaches größer, als in Natur. So sind Menschen bis zu zwei Meter groß, Hirsche und ähnliche Tiere bis zu drei Meter lang. Die Felszeichnungen sind oftmals sehr hoch an Wänden oder Decken angebracht, was die signifikanteste technische Schwierigkeit beim Kreieren der Bilder gewesen sein muss. Einige Forscher vermuteten, dass dafür Pinsel an langen Stangen befestigt wurden. Eine weitere Möglichkeit ist, dass Gerüste gebaut wurden oder Stämme von Palmen an die Wände gelehnt wurden, um die hohen Stellen erreichen zu können.

## Die Maler
Von 100 v. Chr. bis 1300 n. Chr. war die Region von einem Volk besiedelt, welches heutzutage ausgestorben ist. Der ursprüngliche Name des Volkes ist unbekannt. Sie werden aufgrund ihres Schaffens als „Die Maler“ bezeichnet. Als halbnomadische Jäger und Sammler zogen sie mit den Jahreszeiten durch das Terrain, von Küste zu Küste. Daher gibt es so eine hohe Anzahl und Variationen an archäologischen Stätten. Mutmaßlich verbrachten sie die heißen Sommer in den Gebirgshöhlen.
Die Stätten und Felszeichnungen erfüllten verschiedene Funktionen. Die Symbolsprache, die metonymisch und metaphorische Elemente enthält, fußt auf einem vollständig anderem Denksystem, als unserem. Europäische Missionare und Geschichtsschreiber beschreiben einige religiöse Rituale der Eingeborenen, bei denen die Felsenzeichnungen eine Rolle spielten. Die Verehrung der Vorfahren nahm einen großen Teil der Ideologien der indigenen Völker ein. Für die Kommunikation mit den Toten wurden Trancezustände genutzt. Als Artefakte dienten u. a. Umhänge aus menschlichem Haar, geschnitzte Figuren, Stäbe mit Federschmuck. Artefakte dieser Rituale fanden sich sowohl auf den Zeichnungen als auch in archäologischen Ausgrabungen wieder.
Szenen mit Pfeilen und Speeren stellen entweder Kriegsszenen oder Kriegsmagie dar, anderenfalls stellen sie Jagdszenen oder Jagdmagie nach. Jagdzauber könnten aufgrund einer Dürre angefertigt worden sein, als die Jagderfolge ausblieben. Der Sinngehalt der Felszeichnungen als Zauberwirkung wird auch kritisiert. In jüngerer Zeit wird diskutiert, ob schamanische Szenen dargestellt sind. Hinweise dafür geben menschliche Figuren, die wie Schamanen gekleidet sind, sowie die Abbildung von Krafttieren, Zauberern, Visionen oder fliegende Seelen.
Die Wandbilder waren als Mittel der visuellen Kommunikation sehr erfolgreich. Ihre Beständigkeit, Verbreitung und die Dauerhaftigkeit bestimmter Formen zeugen davon, dass die Gesellschaft es über mehrere Generationen hinweg verstand, die Bedeutung der Symbolsprache zu entschlüsseln.
Die Evangelisation der Halbinsel im späten siebzehnten Jahrhundert führte zum Aussterben der alten Völker. Damit verschwand auch die Kultursprache der Felszeichnungen und Gravuren. Seither leben dort Nachkommen von spanischen Missionsangestellten. Die Felszeichnungen blieben in einem sehr guten Erhaltungszustand, weil nur die Einwohner der spärlich besiedelten, beinahe isolierten Gegend, von deren Existenz wussten.

## Darstellungen

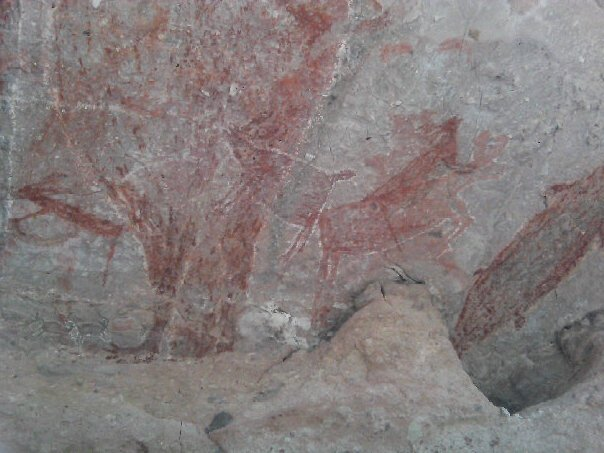
Felszeichnung in Baja California Sur

Die Malereien zeugen von einer hochentwickelten Kultur. Die Malereien sind in rot, schwarz, weiß und gelb gestaltet. Der Stil ist vorwiegend realistisch. Es gibt großformatige Malereien mit hunderten und tausenden vielfarbiger figürlicher Darstellungen. Die Figuren überlappen sich häufig.
Untersuchungen einiger Bildnisse ergaben deutlich, dass pinselartige Werkzeuge verwendet wurden, wohl gefertigt aus Agavenblättern, wie Breite und Härte der Farbspuren vermuten lassen. Bei manchen Bildern wird vermutet, dass es vielmehr um den Akt des Malens selber ging, als um das Erstellen eines erzählenden Bildnisses. Genaue Analysen haben gezeigt, dass gewisse Figuren wieder und wieder nachgemalt worden sind. Auf diese Weise wurden sie über lange Zeiträume erhalten, möglicherweise über Jahrhunderte.
Zumeist sind menschliche Figuren abgebildet, in maritimer und terrestrischer Umgebung. Die Zeichnungen zeigen Menschen in Beziehung mit diversen Tierarten und der Umwelt. Die Menschen tragen eine breite Vielfalt von Kopfschmuck. Manchmal werden Tiere und Menschen von Pfeilen oder Speeren getroffen.
Die Felszeichnungen einiger Stätten werden von Männern oder Frauen dominiert. Es kann vermutet werden, dass diese Stätten für geschlechtsspezifische Bräuche genutzt wurden, wie z. B. für Initiationsrituale von Jugendlichen, doch kann eine eindeutige Verwendung nicht zugeschrieben werden. Andere Motive stellen Paare von Männern und Frauen mit prominenten Geschlechtsteilen dar, darunter auch in sexuellen Körperhaltungen. In einem Gemälde in der Sierra de Guadalupe werden die topographischen Begebenheiten des Untergrunds mit aufgenommen. Das Gemälde stellt ein Paar dar, bei dem die Frau größer gemalt ist, als der Mann. Ihre Figur wurde so auf der Steinwand positioniert, dass ihr Venushügel genau auf einer Ausstülpung liegt, wodurch ihre prominente Vulva betont wird.
Es besteht ein deutlicher Zusammenhang zwischen Bildnissen in großen Höhlenbehausungen mit weiterem archäologischen Material. Wohingegen Wandbilder in kleinen Behausungen oder unter Felsvorsprüngen wenig oder gar keine archäologischen Funde aufzeigen.
Die künstlerischen Arbeiten führten zur Entwicklung der Höhlenmalerei Tradition Great Murals (auf Deutsch: Große Wandgemälde). Die Felsbilder dieser Tradition wurden in folgende Unterarten kategorisiert: Red-on-Granite (auf Deutsch: Rot auf Granit), San Francisco, San Borjitas, La Trinidad and Southern Semi-abstract (auf Deutsch: Südliches Halbabstrakt). Jene Stätten, die für die Tradition des Great Mural stehen, liegen entlang der großen Flüsse, die ganzjährig Wasser führen. Die Zeichnungen der Sierra de San Francisco sind in vier Gruppen unterteilt: Guadalupe, Santa Teresa, San Gregorio und Cerritos. Die wichtigsten Stätten sind Cueva del Batequì, Cueva de la Navidad, Cerro de Santa Marta, Cueva de la Soledad, Cueva de las Flechas and Grutas del Brinco.

### UnterartSan Francisco
Die Great Murals Unterart San Francisco deckt ein großes Areal ab, im Norden zur Sierra de San Juan und im Süden zur Sierra de Guadalupe. In dem Gebiet sind ungefähr 350 Stätten bekannt. Unter den Great Murals Unterarten ist San Francisco die einheitlichste. Die Darstellungen sind zum Großteil realistisch.
Die Figuren sind ein-, zwei- oder vielfarbig in rot, schwarz, weiß und gelb. Die Analyse von Farbproben zeigt, dass die Pigmente von lokalen Mineralien stammen. Rot und Gelb bestehen aus Eisenoxid, Schwarz aus Manganoxid (Pyrolusit) und Weiß aus Gips. Neben den lokalen Quellen, gibt es auch große Vorkommen von Eisenoxid in Vulkangebieten von Cañón del Azufre. Es ist wahrscheinlich, dass aus diesen Vorkommen die Farben für die Felszeichnungen in San Francisco und Guadalupe erstellt wurden, ebenso wie Farben für Körperbemalungen. Die Pigmente wurden entweder in festen Mörsern oder Reibemühlen gemahlen. Möglicherweise wurde das Weiß zum Skizzieren der Zeichnungen verwendet, bevor die Fläche mit einer anderen Farbe gefüllt wurde.
Der Stil dieser Unterart ist im Allgemeinen sehr statisch, vornehmlich bei menschlichen Gestalten. Indes deuten die Haltung oder Platzierung mancher Tiere Bewegung an. Die Menschen sind frontal ausgerichtet mit durchgehend erhobenen Armen. Es gibt kaum Details wie Mimik oder Kleidung. Menschen sind ein- oder zweifarbig gemalt, wobei bei der Zweifarbigkeit die farbliche Trennung in horizontaler oder vertikaler Linie verläuft. Frauen wurden durch Brüste unterhalb der Achseln dargestellt, was z. B. auch auf Felszeichnungen in Australien gebräuchlich ist. Von den Tieren wird der Hirsch am häufigsten abgebildet, gefolgt vom Dickhornschaf. Weitere Tiere sind der Niederkalifornische Gabelbock, Vögel, Kaninchen, Hasen und diverse Meerestiere wie Meeresschildkröten, Fische und Rochen. Seltener sind Berglöwen, Kojoten und Schlangen. Die Zeichnungen der Tiere folgen der gleichen Farbgebung, wie bei den menschlichen Figuren.
In einigen großen Malereien gibt es auch abstrakte Zeichnungen, geometrische Ornamente, Gitter- und Schachbrettmuster. Manchmal befinden sich neben klassischen Bildszenen abstrakte Muster an versteckten Stellen. Es könnte sein, dass diese Formen Visionen entsprangen, die unter Drogeneinfluss erreicht wurden.
Petroglyphen finden sich auf Steinen innerhalb von Behausungen, manche auf Wänden, auch über alten Farbschichten.

## Schutzmaßnahmen
Um die 1970er Jahre entwickelte sich allmählich ein Tourismus zu den Kunststätten. In dieser frühen Zeit wurden Landschaft und Kunstwerke teilweise stark in Mitleidenschaft gezogen. Es kam auch zum Diebstahl von Artefakten oder illegalen Grabungen.
Neben dem Schutz als Weltkulturerbestätte der UNESCO seit 1993, sind die Felsenzeichnungen geschützt durch das Federal Law on Historic, Archaeological and Artistic Monuments von 1972. Des Weiteren zuständig für Schutz und Forschung ist das National Institute of Anthropology and History (INAH). Zudem liegt das Gebiet komplett im El Vizcaíno Biosphärenreservat, wodurch es zusätzlich Protektion erhält.
Seit 1994 besteht ein Verwaltungsplan, der vorsieht, dass der Schwerpunkt aller Maßnahmen auf Bewahrung und Erhaltung liegt.
Im Rahmen dessen wurden 1994 zwei Forschungsvorhaben in der Region umgesetzt, zum einen archäologisch, zum anderen bezüglich der Konservation der Kunstwerke. Die Entwicklung der Region soll unter bildungserzieherischen, historischen und Umweltaspekten vorangetrieben werden. Die aktive Beteiligung der ansässigen Bewohner ist fundamental. In den sieben am meisten besuchten Stätten wurde eine rückbaubare Infrastruktur installiert. Besucher bewegen sich in eingeschränkten Bereichen. Der Bau von Straßen im geschützten Areal konnte bisher abgewendet werden. Im Jahr 2011 konnte konstatiert werden, dass der Entwicklungsplan zu den gewünschten Ergebnissen führte. Verbesserungsbedarf gab es beim Erhalt der kulturellen Identität in den Gemeinden der Sierras.

## Sonstiges
Die Anmutung der Felsenzeichnungen werden im Dokumentarfilm Ocean Oasis: IMAX (2000) aufgegriffen.